# Brachiozaur

Porównanie wielkości brachiozaura i człowieka

Brachiozaur (Brachiosaurus) – rodzaj zauropoda z rodziny brachiozaurów (Brachiosauridae), o „żyrafiej” szyi i sylwetce. Jeden z największych i najbardziej znanych roślinożernych dinozaurów.

## Dane
pokrycie ciała: łuskowata skóra
szyja: długa 7 m do 9,5 m
uzębienie: 52 słabe, przystosowane do zrywania liści zęby
Wielkość:
– Długość: ok. 22–27 m
– Wysokość: ok. 13 m, w pasie barkowym 6 m
– Masa: pomiędzy 28 a 80 t
Występowanie:
– Miejsce: Ameryka Północna (Kolorado, Utah, Wyoming), potencjalnie również Afryka (Algieria, Tanzania), (jednak zdaniem części naukowców gatunek afrykański może należeć do osobnego rodzaju – patrz niżej)
– Czas:  Późna jura
Wygląd:  Duży zauropod z przednimi nogami dłuższymi od tylnych, małą głową, długą szyją i stosunkowo krótkim ogonem
Pożywienie: Jak inne zauropody żywił się roślinami.
Kość: Kość udowa brachiozaura ważyła ok. 100 kg, i mierzyła 2 m

## Opis
Nazwa Brachiosaurus oznacza „ramienny jaszczur” i odwołuje się do jego przednich kończyn, które były dłuższe od tylnych. Część paleontologów uważała do niedawna, że ze względu na swój ogromny ciężar zwierzęta te o wiele lepiej czuły się częściowo zanurzone w wodzie. Przypuszczano, że wielkie dinozaury rzadko opuszczały środowisko wodne. Dziś naukowcy skłonni są uważać, że te dinozaury prowadziły naziemny tryb życia. Chcąc utrzymać się przy życiu, roślinożerny brachiozaur musiał pożerać olbrzymie ilości pokarmu. Długa szyja pozwalała mu zdobyć liście znajdujące się wysoko, nieosiągalne dla mniejszych zwierząt. Olbrzymie brachiozaury miały złożony układ trawienny i żołądek zdolny do rozdrabniania roślin. Być może pomagały w tym połykane przez nie kamienie (gastrolity), które ocierając się o siebie w żołądku, rozdrabniały pokarm.
Rodzaj Brachiosaurus został opisany na podstawie skamieniałości odkrytych w Ameryce Północnej (Kolorado). W 1914 r. na podstawie skamieniałości odkrytych w Niemieckiej Afryce Wschodniej (na terenach dzisiejszej Tanzanii) opisany został gatunek B. brancai; jest jednak przedmiotem sporu, czy należy on do tego samego rodzaju co amerykański B. altithorax. Gregory S. Paul (1988) uznał, że różnice anatomiczne między tymi dwoma gatunkami są tak duże, że usprawiedliwiają przeniesienie B. brancai do osobnego podrodzaju (Giraffatitan) w obrębie rodzaju Brachiosaurus. George Olshevsky (1992) poszedł dalej, podnosząc podrodzaj Giraffatitan do rangi odrębnego rodzaju. Proponowane przez Olshevsky'ego przeniesienie B. brancai do osobnego rodzaju początkowo nie było powszechnie zaakceptowane wśród paleontologów; np. Upchurch i in. (2004) zaliczyli B. brancai do rodzaju Brachiosaurus. Jednak Rauhut i Lopez-Arbarello (2008) uznali twierdzenie o przynależności gatunków B. altithorax i B. brancai do tego samego rodzaju za dyskusyjne; ich zdaniem konieczne jest przeprowadzenie analizy filogenetycznej rodzajów zaliczanych do rodziny Brachiosauridae, która mogłaby wykazać, czy rzeczywiście B. altithorax jest bliżej spokrewniony z B. brancai niż z innymi przedstawicielami rodziny Brachiosauridae żyjącymi w Laurazji, takimi jak zauroposejdon. Z kolei Taylor (2009) porównał kości obu gatunków i stwierdził, że różnice w kształcie i proporcjach badanych kości B. altithorax i B. brancai są na tyle istotne, że uzasadniają przeniesienie afrykańskiego gatunku do osobnego rodzaju Giraffatitan. Z analizy kladystycznej przeprowadzonej przez Ksepkę i Norella (2010) nie wynika, że B. altithorax był bliżej spokrewniony z G. brancai niż z innymi przedstawicielami Brachiosauridae; z analizy tej wynika, że oba gatunki są w nierozwikłanej politomii z rodzajami Cedarosaurus, Paluxysaurus i Abydosaurus. Analiza D'Emica (2012) wskazuje, że Brachiosaurus był siostrzany do kladu obejmującego rodzaje Cedarosaurus, Abydosaurus i Venenosaurus; wymienione cztery rodzaje tworzyły klad, którego taksonem siostrzanym był z kolei Giraffatitan. Wydłużenie drzewa o kilka stopni w stosunku do najbardziej parsymonicznego umożliwia zajęcie przez Brachiosaurus innej pozycji filogenetycznej w obrębie Brachiosauridae, w tym również stanie się taksonem siostrzanym do Giraffatitan.
Zrekonstruowane szkielety zwierząt zaliczanych do afrykańskiego gatunku Brachiosaurus brancai wystawiane są w Muzeum Historii Naturalnej w Berlinie (znajdujący się tam szkielet brachiozaura to największy zmontowany szkielet dinozaura na świecie). Model szkieletu brachiozaura był też wystawiany w Muzeum Historii Naturalnej w Chicago; później został stamtąd przeniesiony na terminal 1 portu lotniczego Chicago-O’Hare, gdzie pozostaje do dziś.
Na wielu przestarzałych rycinach brachiozaur przedstawiany jest jako stworzenie morskie. Niegdyś uważano, że zauropody były zwierzętami ziemnowodnymi.

## Gatunki

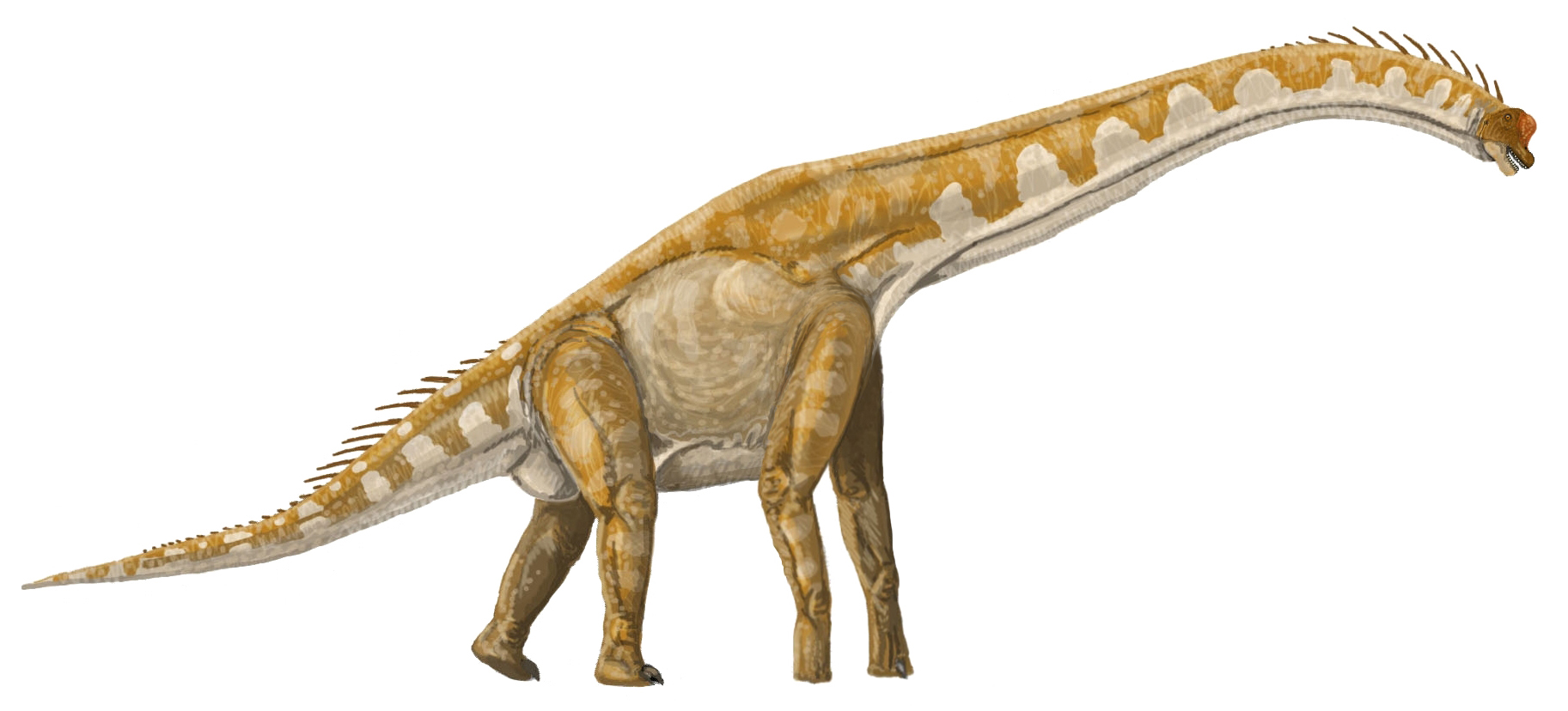
Giraffatitan brancai

- Brachiosaurus altithorax Riggs, 1903
- ?Brachiosaurus brancai Janensch, 1914
- ?Brachiosaurus nougaredi Lapparent, 1960

McIntosh (1990) uznał B. nougaredi za nomen dubium.
W 1914 r., na podstawie skamieniałości odkrytych w Afryce Wschodniej, oprócz B. brancai, Janensch opisał też gatunek B. fraasi; nowe analizy sugerują jednak, że jest to młodszy synonim B. brancai.
Na podstawie skamieniałości odkrytych w Portugalii opisano też gatunek Brachiosaurus atalaiensis Lapparent & Zbyszewski, 1957; jednak nowsze badania sugerują, że należy on do odrębnego rodzaju, który Antunes i Mateus (2003) nazwali Lusotitan.

## Filatelistyka
Poczta Polska wyemitowała 5 marca 1965 r. znaczek pocztowy przedstawiający brachiozaura o nominale 1,15  zł, w serii Zwierzęta prehistoryczne. Autorem projektu znaczka był Andrzej Heidrich. Znaczek pozostawał w obiegu do 31 grudnia 1994 r..

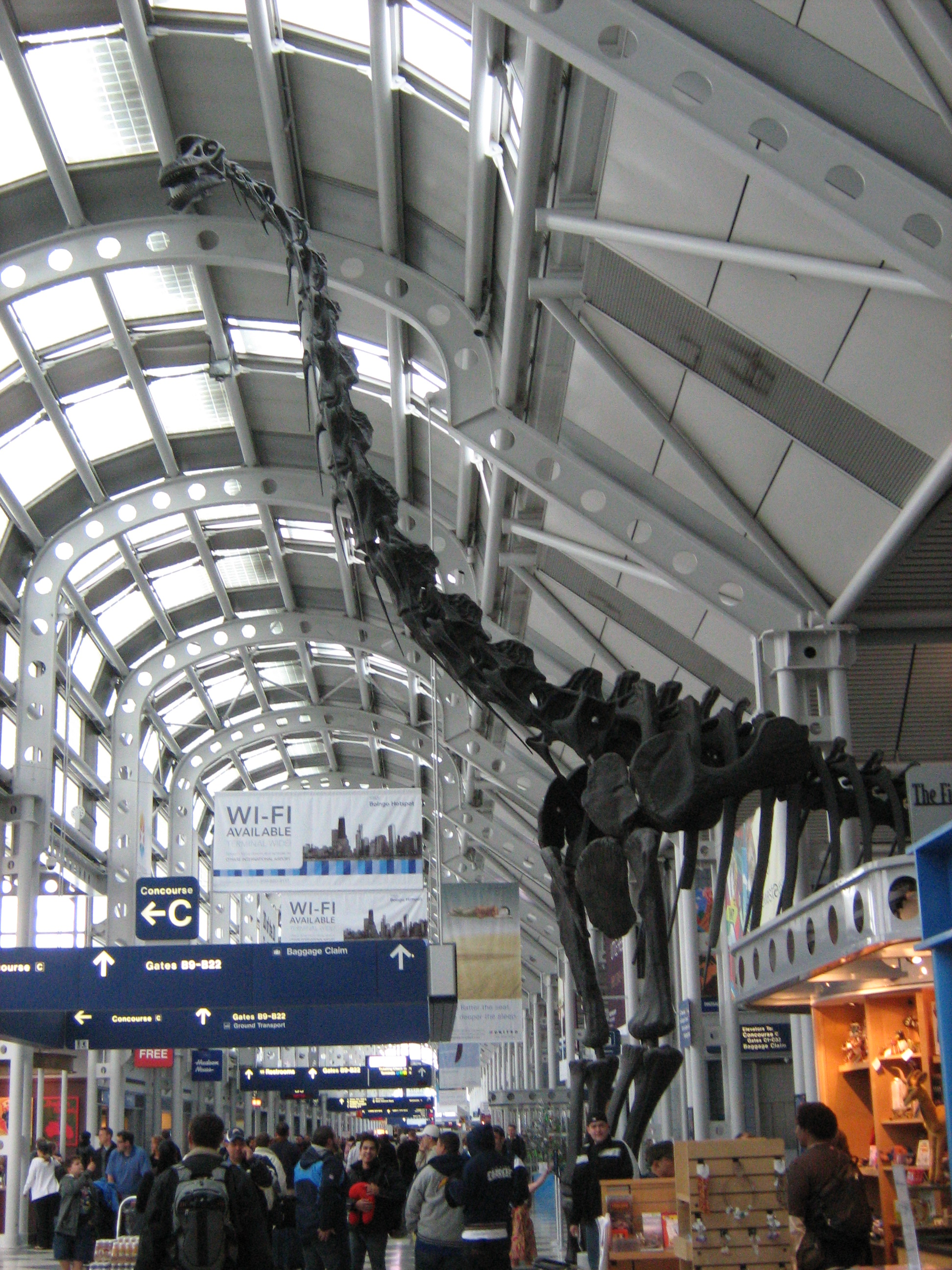
Kopia szkieletu B. altithorax w porcie lotniczym Chicago-O’Hare